# Cronologia bíblica

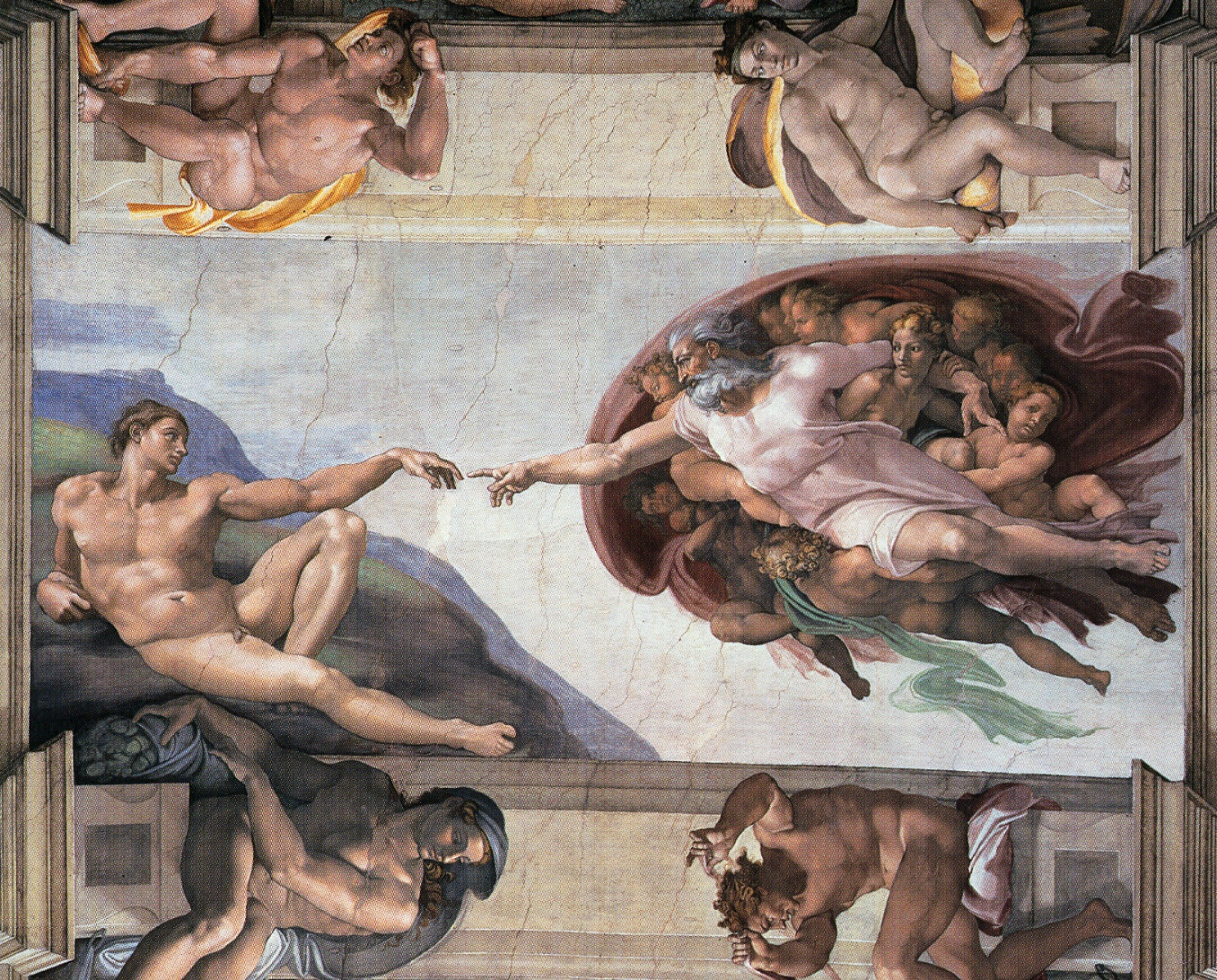
A Criação de Adão, de Michelangelo

A cronologia bíblica é um elaborado sistema de expectativa de vida, gerações e outros meios pelos quais a Bíblia hebraica massorética (o texto da Bíblia mais comumente usada hoje), e o Antigo Testamento da Bíblia cristã, mede a passagem de eventos desde a criação até c. 164 antes da era cristã, (o ano da rededicação do Segundo Templo) e o Novo Testamento da Bíblia cristã, mede a passagem de eventos desde nascimento de cristo até c. 70 da era cristã. Tinha intenção teológica, não histórica no sentido moderno, e funciona como uma profecia implícita cuja chave reside na identificação do evento final. A passagem do tempo é medida inicialmente pela soma das idades dos patriarcas no nascimento de seus filhos primogênitos, depois por meio de declarações expressas e, mais tarde ainda, pelos reinados sincronizados dos reis de Israel e Judá.
A cronologia é altamente esquemática, marcando um ciclo mundial de 4.000 anos. O Êxodo ocorre no ano AM 2666 (AM = Anno Mundi, anos do mundo desde a criação), exatamente dois terços dos quatro mil anos; a construção do Templo de Salomão começa 480 anos, ou 12 gerações de 40 anos cada, depois disso; e 430 anos se passam entre a construção do Templo de Salomão e sua destruição durante o cerco de Jerusalém. Os 50 anos entre a destruição do Templo e o "Decreto de Ciro" e o fim do Cativeiro Babilônico, somados aos 430 anos que o Templo existiu, produzem outro período simétrico de 480 anos. Os 374 anos entre o Decreto de Ciro e a rededicação do Segundo Templo pelos macabeus completam o ciclo de 4.000 anos.
Ainda recentemente, no século XVII a século XVIII, o Arcebispo de Armagh James Ussher (mandato 1625-1656), e estudiosos da estatura de Isaac Newton (1642-1727) acreditavam que a datação da criação era conhecida pela Bíblia. Hoje, a narrativa da criação do Gênesis há muito desapareceu da cosmologia séria, os Patriarcas e o Êxodo não estão mais incluídos na maioria das histórias da antiga Israel, e é amplamente aceito que o Livro de Josué tem pouco valor histórico. Até a monarquia unida é questionada, e embora os estudiosos continuem a apresentar propostas para reconciliar a cronologia dos Livros dos Reis, há "pouco consenso sobre métodos aceitáveis de lidar com dados conflitantes".

## Tabela

### Bíblia Hebraica e Antigo Testamento da Bíblia Cristã
A tabela a seguir resume a cronologia massorética desde a criação do mundo em Anno Mundi (Ano do Mundo) 1 até seu ponto final em AM 4000:
| Data massorética (AM) | Data do c.j./c.g. de James Ussher | Data do c.j/c.g. de E. C. e M. Á. | Data do c.j da crença cristã ortodoxa | Data do c.h. da crença judaica (c. g.) | Evento                          |
| --- | --------------------------------- | --------------------------------- | ------------------------------------- | -------------------------------------- | ------------------------------- |
| AM 1 | 4004 a.C.                         | 5199 a.C.                         | 5509 a.C.                             | 1 (3761 a.C.)                          | Criação do Universo             |
| Deus criar o universo, a partir do nada (ex nihilo) e da vida em 6 dias. No 6° dia, o criador criar o homem à sua imagem e semelhança, Adão e Eva, a partir da poeira e da costela, o criador coloca eles no Jardim do Éden. Expulsão do Adão e Eva no jardim, foi por causa de suas desobediências, e Deus coloca mortalidade à deles. Nascimento de Caim e Abel, de seus irmãos e irmãs. Assasinato de Caim sobre Abel. Caim e seus descendentes. Nascimento de Sete a Noé. As datas são calculadas somando-se as idades dos patriarcas, que o texto bíblico fornece em relação ao nascimento do seu sucessor. |                                   |                                   |                                       |                                        |                                 |
| AM 1656 | 2348 a.C.                         | 2937 a.C.                         | 3247 a.C.                             | 1656 (2105 a.C.)                       | Dilúvio                         |
| Deus castiga a humanidade através do dilúvio global. Noé constrói uma arca, com chegada dos animais de cada casal, ele e sua família embarcam. Termina o dilúvio, com Sem, Cam e Jafé povoaram à Terra. É possível que o período da narrativa do dilúvio em Gênesis não deva ser incluído na contagem, já que Sem, nascido 100 anos antes do dilúvio, "gerou" seu primeiro filho dois anos depois, o que deveria perfazê-lo com 102 anos, mas Gênesis 11:10-11 especifica que ele tem apenas 100 anos, sugerindo que o tempo foi suspenso. |                                   |                                   |                                       |                                        |                                 |
| AM 1946 | 2053 a.C.                         | 2642 a.C.                         | 2952 a.C.                             | 1896 (1813 a.C.)                       | Nascimento de Abraão            |
| O período do nascimento do filho de Sem até a migração de Abraão para Canaã é de 365 anos, refletindo a vida útil de Enoque de 365 anos, o número de dias em um ano trópico. Há 10 patriarcas entre Adão e a narrativa do dilúvio e 10 entre a narrativa do dilúvio e Abraão, embora a septuaginta acrescente um ancestral extra para que o segundo grupo de 10 vá da narrativa do dilúvio até Terá. Noé e Terá têm três filhos cada, dos quais o primeiro em cada caso é o mais importante. |                                   |                                   |                                       |                                        |                                 |
| AM 2236 | 1838 a.C.                         | 2427 a.C.                         | 2737 a.C.                             | 2047 (1662 a.C.)                       | Entrada no Egito                |
| O período entre o chamado de Abraão para entrar em Canaã (AM 2021) e a entrada de Jacó no Egito bíblico é de 215 anos, calculados a partir das idades de Abraão, Isaque e Jacó; o período no Egito é declarado no Livro do Êxodo (12:40) como 430 anos, embora os textos da septuaginta e do pentateuco samaritano forneçam apenas 430 anos entre Abraão e Moisés. O apóstolo Paulo, um escritor do Novo Testamento, concorda com eles e contra a Bíblia hebraica. |                                   |                                   |                                       |                                        |                                 |
| AM 2666 | 1408 a.C.                         | 1997 a.C.                         | 2307 a.C.                             | 2263 (1446 a.C.)                       | Êxodo                           |
| Êxodo 12:40 diz que Israel esteve no Egito por 430 anos, Gênesis 15:13 prevê que a opressão durará 400 anos, Êxodo 6:14–25 diz que isso é composto de quatro gerações (Levi a Moisés) e Gênesis 15:16 prevê que os descendentes de Abraão retornarão na quarta geração. As alternativas não podem ser correspondidas exatamente, mas o número 4 parece desempenhar um papel central em todas elas. O Êxodo ocorre em (AM 2666), exatamente dois terços do caminho através dos 4.000 anos, marcando-o como o evento crucial da cronologia. Também está dois terços do caminho através das 40 "gerações" nacionais de 100 anos cada, com Arão, o primeiro Sumo Sacerdote de Israel, representando a 26ª geração de Adão.       |                                   |                                   |                                       |                                        |                                 |
| AM 3146 | 928 a.C.                          | 1517 a.C.                         | 1827 a.C.                             | 2743 (966 a.C.)                        | Construção do Templo de Salomão |
| O período desde a fundação do Templo de Salomão no quarto ano de reinado de Salomão até sua destruição no cerco de Jerusalém é de 430 anos. Isso é encontrado adicionando os reinados dos reis do Reino Unido de Israel e do Reino de Judá a partir do quarto ano de reinado de Salomão. O quarto ano de reinado de Salomão ocorreu exatamente 1.200 anos após o nascimento de Abraão (Abraão nasceu em AM 1946 se os dois anos da narrativa do dilúvio forem excluídos). Houve exatamente 20 reis em reinos Judá e no Israel após Salomão, apesar de Judá durar mais de um século a mais que Israel. "Parece muito provável que [alguns dos reis menores de Israel] tenham servido simplesmente para completar os números". |                                   |                                   |                                       |                                        |                                 |
| AM 3576 | 498 a.C.                          | 1087 a.C.                         | 1397 a.C.                             | 3173 (588 a.C.)                        | Exílio                          |
| O período do Cerco de Jerusalém e a destruição do Templo de Salomão (AM 3576) ao Decreto de Ciro e o fim do exílio (AM 3626) é de 50 anos. Somados aos 430 anos pelos quais o Templo permaneceu de pé, eles produzem outro período simétrico de 480 anos. |                                   |                                   |                                       |                                        |                                 |
| AM 3626 | 448 a.C.                          | 1037 a.C.                         | 1347 a.C.                             | 3223 (538 a.C.)                        | Decreto de Ciro                 |
| Os estudiosos estabeleceram que o Cativeiro Babilônico durou aproximadamente cinquenta anos, mas o Livro de Jeremias o coloca em 70 anos, "claramente por motivos ideológicos" (o número 7 simboliza a perfeição divina, 10 simboliza a plenitude e 7x10 dá 70 anos). O Livro de Esdras usa um período de 50 anos quando coloca o início do Segundo Templo no primeiro ano de reinado de Ciro, o Grande (538 a.C.), de acordo com a lei do jubileu do Livro de Levítico. |                                   |                                   |                                       |                                        |                                 |
| AM 4000 | 114 a.C.                          | 663 a.C.                          | 973 a.C.                              | 3597 (164 a.C.)                        | Rededicação do Templo           |
| O período final são os 374 anos entre os Decreto de Ciro (538 a.C.) e a rededicação do Segundo Templo pelos nacabeus (164 a.C.). O ciclo geral de 4.000 anos é calculado para trás a partir deste ponto. |                                   |                                   |                                       |                                        |                                 |
| Legenda: c.j. - calendário juliano, c.g. - calendário gregoriano e c.h. - calendário hebraico; E. C. - Eusébio de Cesareia e M. Á. - Maria de Ágreda |                                   |                                   |                                       |                                        |                                 |

### Novo Testamento da Bíblia Cristã
A tabela a seguir resume a cronologia massorética desde o nascimento de cristo em Anno Mundi (Ano do Mundo) 4160 até a destruição do Segundo Templo de Jerusalém em AM 4233:
| Data massorética (AM) | Data do c.j./c.g. de James Ussher | Data do c.j/c.g. de E. C. e M. Á. | Data do c.j da crença cristã ortodoxa | Data do c.h. da crença judaica (c. g.) | Evento                                      |
| --- | --------------------------------- | --------------------------------- | ------------------------------------- | -------------------------------------- | ------------------------------------------- |
| AM 4160 | 4 a.C./5 a.C.                     | 5 a.C./6 a.C.                     | 7 a.C.                                | 3757 (4 a.C.)                          | Nascimento de Cristo                        |
| Mateus 1:25, Mateus 2:1 e Luccas 2:6-7 diz o nascimento de Jesus de Nazaré. O período foi de 160 anos entre rededicação do Segundo Templo pelos nacabeus (164 a.C.) e o nascimento de Jesus de Nazaré (4 a.C.). Veja: Data do nascimento de Jesus |                                   |                                   |                                       |                                        |                                             |
| AM 4193 | 30 d.C.                           | 29 d.C.                           | 28 d.C.                               | 3790 (30 d.C.)                         | Morte de Cristo                             |
| Mateus 27:33-44, Marcos 15:22-32, Lucas 23:33-43 e João 19:17-30 diz a morte, e Mateus 28, Marcos 16, Lucas 24, João 20, Atos 1 diz a ressurreição de Jesus de Nazaré. |                                   |                                   |                                       |                                        |                                             |
| AM 4197 | 34 d.C.                           | 33 d.C.                           | 31 d.C.                               | 3794 (34 d.C.)                         | Martírio de Estêvão                         |
| O martírio de Estêvão é relatado por Paulo em Atos 8:2 e Atos 22:20: "quando foi derramado o sangue de Estêvão, tua testemunha, eu mesmo estava presente, somando a minha aprovação à dos outros, e guardando as roupas daqueles que o mataram." |                                   |                                   |                                       |                                        |                                             |
| AM 4297 | 44 d.C.                           | 43 d.C.                           | 41 d.C.                               | 3804 (44 d.C.)                         | Martírio de Tiago de Zebedeu (o dedo médio) |
| O martírio por destacamento de Tiago de Zebedeu (o maior) na Palestina é relatado em Atos 12.2 : “Ele (Herodes) matou à espada Tiago, irmão de João”, no momento da prisão de Pedro. |                                   |                                   |                                       |                                        |                                             |
| AM 4212 | 49 d.C.                           | 48 d.C.                           | 47 d.C.                               | 3809 (49 d.C.)                         | Concílio de Jerusalém                       |
| O Concílio de Jerusalém é relatado em Gálatas 2:12 e Atos 15:6: "Os apóstolos e os anciãos reuniram-se para examinar este assunto". |                                   |                                   |                                       |                                        |                                             |
| AM 4227 | 64 d.C.                           | 63 d.C.                           | 62 d.C.                               | 3824 (64 d.C.)                         | Martírio de Pedro                           |
| O martírio de Pedro em Roma é relatado em um apócrifo, o Ato de Pedro, XXXVIII, que foi crucificado com a cabeça voltada para o chão: "o primeiro homem, cuja raça tenho em meus olhos, caiu com a cabeça baixa", bem como na história eclesiástica, livro III, capítulo 1, versículo 2 de Eusébio de Cesareia: "ele também veio a Roma por último lugar, foi crucificado ali de cabeça para baixo" |                                   |                                   |                                       |                                        |                                             |
| AM 4230 | 67 d.C.                           | 68 d.C.                           | 66 d.C.                               | 3827 (67 d.C.)                         | Martírio de Paulo                           |
| O martírio de Paulo é relatado na Primeira Epístola de Clemente (5.7 e 6.1) que "distingue o martírio do apóstolo e a perseguição de 64", bem como nos Atos de Paulo: "estendeu o pescoço, sem pronunciando outra palavra. Ele foi decapitado na Via Ostiense, em Roma. |                                   |                                   |                                       |                                        |                                             |
| AM 4233 | 70 d.C.                           | 69 d.C.                           | 68 d.C.                               | 3830 (70 d.C.)                         | Destruição do Templo em Jerusalém           |
| A destruição do Segundo Templo em Jerusalém pelo general romano Tito durante a Primeira Guerra Judaico-Romana (66-73) está registrada no Livro IV de A Guerra Judaica de Flávio Josefo. Jerusalém é arrasada, exceto as três torres do palácio de Herodes (Hípico, Fasael e Mariane) e parte do muro. O sinédrio é dissolvido. A adoração sacrificial deixa de ser celebrada.                       |                                   |                                   |                                       |                                        |                                             |
| Legenda: c.j. - calendário juliano, c.g. - calendário gregoriano e c.h. - calendário hebraico; E. C. - Eusébio de Cesareia e M. Á. - Maria de Ágreda |                                   |                                   |                                       |                                        |                                             |

## História documentada

### Antecedentes
Durante os séculos em que o cânon da Bíblia Hebraica se desenvolveu, as cronologias teológicas surgiram em diferentes estágios de composição, embora os estudiosos tenham apresentado várias teorias para identificar esses estágios e suas esquematizações de tempo. Essas cronologias incluem:
- Uma cronologia do "Progenitor" que colocou o nascimento de Abraão em Anno Mundi (AM) 1600 e a fundação do Templo em 2800 AM. Alfred Jepsen propôs esta cronologia com base na fusão de períodos de tempo nas recensões samaritana e massorética.[31]
- Cronologias distintas podem ser inferidas a partir da fonte sacerdotal (da Torá), juntamente com autores sacerdotais de livros bíblicos posteriores,[32] e da história deuteronomista, que pretende narrar os reinados dos reis de Judá e Israel (com alguns registros históricos significativos). A corroboração, veja abaixo: (história de Israel e Judá antigos).
- A cronologia de Neemias, planejada para mostrar 3.500 anos desde a criação até a missão de Neemias. Northcote diz que esta cronologia foi "provavelmente composta por levitas em Jerusalém não muito depois da missão de Neemias, talvez em algum momento no final do século V a.C. (ou seja, perto de 400 a.C.)".[33] Bousset (1900) aparentemente vê esta esquematização também, mas chama isso de proto-TM.[33]
- Uma cronologia proto-massorética, moldada por jubileus, com uma exibição literária geral de 3.480 anos desde a criação até a conclusão do Segundo Templo, segundo B.W. Bousset (1900), e que teve o Primeiro Templo aos 3.000 anos.
- A cronologia de Saros que refletia 3.600 anos que antecederam o Primeiro Templo e 4.080 anos desde a criação até a conclusão do Segundo Templo. Este esquema serviu como "a base para a cronologia posterior da septuaginta e as cronologias do pré-PS (pentateuco samaritano)".[34]

### Cronologia do Texto Massorético
O texto massorético é a base das modernas bíblias judaicas e cristãs. Embora as dificuldades com os textos bíblicos tornem impossível chegar a conclusões seguras, talvez a hipótese mais amplamente sustentada seja que ele incorpora um esquema geral de 4.000 anos (um "grande ano"), tomando a rededicação do templo pelos macabeus em 164 a.C. como seu ponto final. Dois motivos podem ter levado a isso: primeiro, havia uma ideia comum na época dos macabeus de que a história humana seguia o plano de uma “semana” divina de sete “dias” cada um durando mil anos; e segundo, uma história de 4.000 anos (ainda mais longa na versão da septuaginta) estabeleceria a antiguidade dos judeus em relação aos seus vizinhos pagãos. No entanto, Ronald Hendel argumenta que é improvável que os judeus do século século II a.C. soubessem que 374 anos se passaram desde o Decreto de Ciro até a rededicação do templo, e contesta a ideia de que a cronologia massorética na verdade reflete um esquema de 4.000 anos.

### Outras cronologias: Septuaginta, Samaritano, Jubileu, Seder Olam

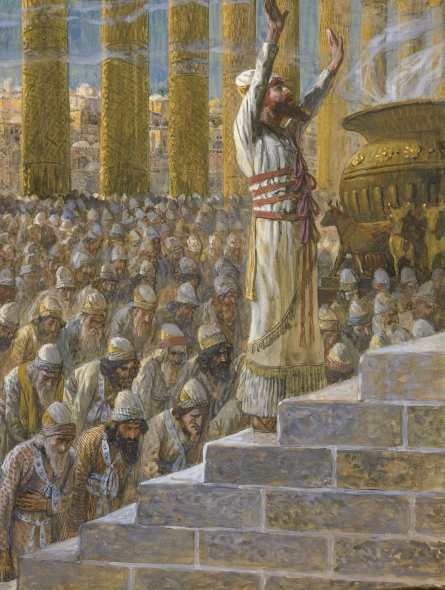
Salomão consagrando o Templo, de James Tissot o seguidores (série Antigo Testamento —començada em 1896, continuada continuou após a morte de Tissot em 1902 e publicado em 1904—).

O texto canônico da Bíblia Hebraica é chamado de texto massorético, um texto preservado pelos rabinos judeus desde o início dos séculos VII e X d.C. Existem, no entanto, dois outros textos importantes, a septuaginta e o pentateuco samaritano. A septuaginta é uma tradução grega koiné dos livros sagrados originais do hebraico bíblico. Estima-se que os primeiros cinco livros da septuaginta, conhecidos como Torá ou Pentateuco, foram traduzidos em meados do século III a.C. e os textos restantes foram traduzidos no século II a.C. Concorda principalmente com o texto massorético, mas não em sua cronologia.
O texto samaritano é preservado pela comunidade samaritana. Esta comunidade data de algum momento dos últimos séculos a.C.—justamente quando é contestada—, e como a septuaginta, sua Bíblia difere marcadamente do texto massorético em sua cronologia. Os estudiosos modernos não consideram o texto massorético superior aos outros dois–massorético às vezes está claramente errado, como quando diz que Saulo começou a reinar com um ano de idade e reinou por dois anos. Mais relevante ainda, todos os três textos têm um propósito claro, que não é tanto registar a história, mas sim levar a narrativa a um ponto que represente o culminar da história. No Pentateuco Samaritano, as genealogias e narrativas foram moldadas para garantir uma cronologia de 3.000 anos desde a criação até o assentamento israelita de Canaã. Northcote relata isso como a "cronologia Proto-SP", conforme designada por John Skinner (1910), e ele especula que esta cronologia pode ter sido estendida para colocar a reconstrução do Segundo Templo em um período par de AM 3900, após três períodos de 1.300 anos. Na versão septuaginta do pentateuco, a cronologia israelita se estende por 4.777 anos desde a criação até a conclusão do Segundo Templo, conforme testemunhado no manuscrito do Codex Alexandrinus. Este cálculo só surge complementando a Septuaginta com a cronologia dos reis do TM. Houve pelo menos três variações da cronologia da Septuaginta; Eusébio usou uma variação, agora preferida por Hughes e outros. Northcote afirma que o padrão de calendário da Septuaginta pretendia demonstrar que houve 5.000 anos desde a criação até um Egito ptolomaico contemporâneo, c. 300 a.C..
O Livro dos Jubileus do século II a.C. começa com a criação e mede o tempo em anos, "semanas" de anos (grupos de sete anos) e jubileus (setes de sete), de modo que o intervalo desde a criação até o assentamento de Canaã, por por exemplo, são exatamente cinquenta jubileus (2.450 anos).
Datado do século II d.C., e ainda de uso comum entre os judeus, era o Seder Olam Rabá ("Grande Ordem do Mundo"), uma obra que traça a história do mundo e dos judeus desde a criação até o século II d.C. Permite 410 anos para a duração do Primeiro Templo, 70 anos desde a sua destruição até o Segundo Templo, e 420 anos para a duração do Segundo Templo, perfazendo um total de 900 anos para os dois templos. Esta abordagem esquemática dos números explica a sua característica mais notável, o facto de encurtar todo o Império Persa de mais de dois séculos para apenas 52 anos, refletindo os 52 anos que dá ao exílio babilônica.

### Cronologia dos reis de Judá

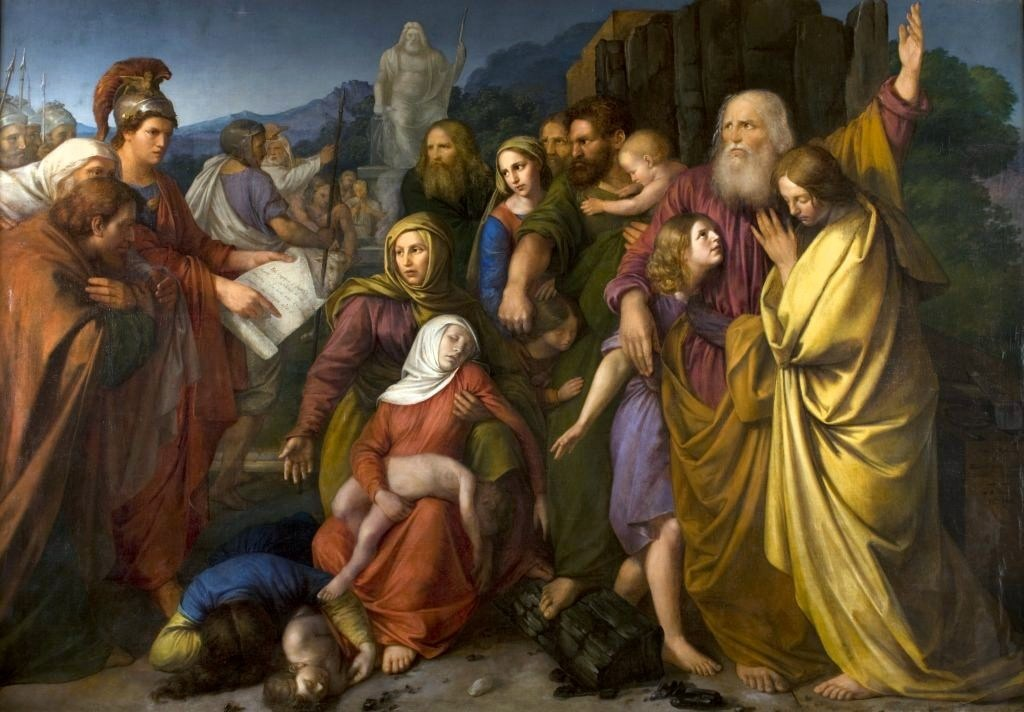
Os Macabeus, de Wojciech Stattler, 1830-1842.

A cronologia da monarquia, ao contrário da dos períodos anteriores, pode ser comparada com fontes não bíblicas, o que a torna mais correta em termos gerais. A literalidade do Livro dos Reis, que conecta cada rei ao seu antecessor e a duração de seu reino ("Rei X de Judá ascendeu ao trono no ano n do reinado do Rei Y de Israel e governou n anos"), pareceria útil para estabelecer a cronologia do período, mas na prática a tarefa revelou-se inacessível devido à sua dificuldade. O problema é que o livro contém inúmeras contradições: para dar apenas um exemplo, como Reoboão de Judá e Jeroboão de Israel começaram a reinar ao mesmo tempo (1 Reis 12), e como Azarias de Judá e Jorão de Israel são mortos ao mesmo tempo (1 Reis 9:24, 27), deveria haver o mesmo período de tempo entre os dois momentos, mas o cálculo é 95 anos para os reis de Judá e 98 para os de Israel. Em poucas palavras: “os dados relativos aos sincronismos aparecem em desesperada contradição com os dados sobre a duração dos reinados”.
Nas últimas décadas, possivelmente a tentativa mais amplamente seguida de reconciliar as contradições foi a proposta por Edwin R. Thiele em The Mysterious Numbers of the Hebrew Kings (três edições entre 1951 e 1983), mas o seu trabalho tem sido amplamente criticado por, entre outras coisas, introduzir “inúmeras” co-regências, construir um “sistema de calendário complexo” e utilizar regras de cálculo "ad hoc". para alcançar “harmonia absoluta nas Escrituras”. As fraquezas do trabalho de Thiele levaram estudiosos posteriores a propor novas cronologias; mas, como diz um comentador recente do "Livro dos Reis", há “pouco consenso sobre métodos aceitáveis para lidar com dados conflitantes”.

### Uso cristão e desenvolvimento da cronologia bíblica
O pai da igreja primitiva, Eusébio (c. 260-340), tentando colocar Cristo na cronologia, colocou seu nascimento em AM 5199, e esta se tornou a data aceita pela Igreja Ocidental. À medida que o ano AM 6.000 (800 d.C.) se aproximava, aumentava o medo de que o fim do mundo estivesse próximo, até que o venerável Beda fez seus próprios cálculos e descobriu que o nascimento de Cristo ocorreu em AM 3.952, permitindo vários séculos a mais até o fim de AM 3.952, permitindo mais alguns séculos até o fim dos tempos.
Martinho Lutero (1483-1546) mudou o foco do nascimento de Cristo para o Concílio Apostólico de Atos 15, que ele colocou no ano 4000 da manhã, acreditando que isso marcou o momento em que a Lei Mosaica foi abolida e a nova era da graça começou. Isto foi amplamente aceito entre os protestantes europeus, mas no mundo de língua inglesa, o arcebispo James Ussher (1581–1656) calculou a data de 4.004 a.C. para a criação; ele não foi o primeiro a chegar a este resultado, mas a sua cronologia era tão detalhada que as suas datas foram incorporadas nas margens das Bíblias inglesas durante os duzentos anos seguintes. Este período teológico popular de 4.000 anos, que termina com o nascimento de Jesus, difere dos 4.000 períodos de tempo propostos posteriormente pelas interpretações do texto massorético, que termina com a rededicação do Templo em 164 a.C.